# Angliai Izabella német-római császárné
Angliai Izabella (Gloucester, 1214 – 1241) német-római császárné.
a Plantagenet-dinasztia sarjaként született, János angol király és második neje, Angoulême-i Izabella grófnő negyedik gyermekeként és második leányaként. A szülők 1200. augusztus 24-én házasodtak össze.
Apai nagyszülei: II. Henrik angol király és Aquitániai Eleonóra angol királyné
Anyai nagyszülei: Taillefer Aymer, Angoulême grófja és Capet Alíz francia királyi hercegnő

## Élete
Rieti városában (Közép-Itália) találkozott egymással IX. Gergely pápa és a kétszeres özvegy, háromgyermekes II. Frigyes német-római császár, ahol Őszentsége támogatását ígérte az uralkodónak ahhoz, hogy feleségül vehesse III. Henrik angol király húgát, Izabella hercegnőt. Frigyes eleinte vonakodott az angolokkal kötendő szövetségtől, mivel nem akarta ellenségévé tenni a Francia Királyságot, csakhogy mérlegelte a tényeket és a lehetséges következményeket, s végül úgy gondolta, ha mégis nőül veszi a királylányt, az mind politikai, mind pedig katonai szempontból jobban szolgálná a Német-római Birodalom érdekeit.
A hivatalos házassági előszerződést 1235 februárjában, Londonban írta alá III. Henrik király. A gyönyörű, körülbelül 21 éves hercegnő végül beletörődött abba, hogy a negyven esztendős császár következő hitvese legyen. Izabella, útban Köln felé, valósággal elbűvölte a német asszonyokat, akik személyesen is megláthatták szépséges, leendő császárnéjukat, mikor a fiatal hölgy levette arcát takaró fátylát. (Amikor egy idegenből származó, jövendő császárné az országba érkezett, egészen az esküvői szertartásig senki sem láthatta arcát új hazájában.)
Izabella hozománya már abban a korban is egy igen jelentős összeg volt, 30 ezer ezüstmárka. Az újdonsült császárné a házasságkötéskor szintén tulajdonosa lett Frigyes egyik legszebb kastélyának, a Monte Sant'Angelónak. Frigyes 1235. július 15-én vagy 20-án, a Wormsi Katedrálisban vette feleségül jegyesét. Az esküvői szertartás keretében Izabellát német-római császárnévá és Szicília királynéjává, valamint német királynévá is megkoronázták.
Frigyes előző felesége, Brienne Jolanda jeruzsálemi királynő 1228. április 25-én hunyt el, ám a császár már körülbelül 1224 óta viszonyt folytatott Bianca Lanciával, aki 1230-ban hozta világra első közös gyermeküket, Konsztancát. Bianca 1244-ben halt meg, de előtte még, a halálos ágyán fekve végre teljesült régi óhaja, egy pap összeeskette őt Frigyessel.